# Liste der Staatsoberhäupter 23
Übersicht
◄◄ | ◄ | 19 | 20 | 21 | 22 | Liste der Staatsoberhäupter 23 | 24 | 25 | 26 | 27 | ► | ►►

Weitere Ereignisse

## Afrika
- Aksumitisches Reich
  - König: s. Aksumitisches Reich

- Mauretanien
  - König: Juba II. (25 v. Chr.–23)
  - König: Ptolemaeus (23–40)

- Reich von Kusch
  - König: Amanichabale (bis Natakamani)

- Römisches Reich
  - Provincia Africa
    - Prokonsul: Quintus Iunius Blaesus (21–23)
    - Prokonsul: Publius Cornelius Dolabella (23–24)

  - Provincia Romana Aegyptus
    - Präfekt: Gaius Galerius (21–27)

## Asien
- Armenien
  - König: Artaxias III. (18–34)

- Charakene
  - König: Abinergaos I. (22/23)

- China
  - Kaiser: Wang Mang (9–23)
  - Kaiser: Han Gengshidi (23–25)

- Iberien (Kartlien)
  - König: Pharasmanes I. (Parsman I.); (Aderk) (1–58)

- Indien
  - Indo-Parthisches Königreich
    - König: Gondophares (20–50)

  - Indo-Skythisches Königreich
    - König: Aspavarma (15–45)

  - Satavahana
    - König: Hāla (20–24)

- Japan (Legendäre Kaiser)
  - Kaiser: Suinin (29 v. Chr.–70)

- Korea
  - Baekje
    - König: Onjo (18 v. Chr.–29)

  - Goguryeo
    - König: Damusin (18–44)

  - Silla
    - König: Namhae (4–24)

- Kuschana
  - König: Heraios (1–30)

- Nabataea
  - König: Aretas IV. (9 v. Chr.–40)

- Osrhoene
  - König: Abgar V. (13–50)

- Partherreich
  - Schah (Großkönig): Artabanos II. (12–38)

- Pontos
  - Königin: Pythodorida (Pythodoris) (8 v. Chr.–23)
  - Königin: Antonia Tryphaina (22–38)

- Römisches Reich
  - Provincia Romana Iudaea
    - Präfekt: Valerius Gratus (15–26)
    - Tetrarch von Galiläa und Peräa: Herodes Antipas (4 v. Chr.–39)
    - Tetrarch von Batanäa Herodes Boethos (4 v. Chr.–34)
    - Tetrarch von Ituraea und Trachonitis: Herodes Philippos (4 v. Chr.–34)
    - Vorsitzender des Hohen Rates: Gamaliel I. (9–50)
    - Hohepriester von Judäa: Kajaphas (18–36)

  - Provincia Romana Syria
    - Präfekt: Pacuvius (21–32)

## Europa
- Bosporanisches Reich
  - König: Aspurgos Philorhomaios (14/15–37/38)

- Britannien
  - Catuvellaunen
    - König von Catuvellauni: Cunobelinus (9–40)

  - Atrebaten
    - König von Atrebates: Verica (15–43)

- Odrysisches Königreich
  - König: Rhoemetalces II. (Abdera-Linie) (19–38)

- Römisches Reich
  - Kaiser: Tiberius (14–37)
    - Konsul: Gaius Asinius Pollio (23)
    - Konsul: Gaius Antistius Vetus (23)
    - Suffektkonsul: Gaius Stertinius Maximus (23)

  - Provincia Romana Achaea
    - Legat: Gaius Poppaeus Sabinus (15–35)

  - Provincia Romana Macedonia
    - Legat: Gaius Poppaeus Sabinus (15–35)

  - Provincia Romana Moesia
    - Legat: Gaius Poppaeus Sabinus (10–35)

  - Provincia Romana Pannonia
    - Legat: Lucius Munatius Plancus (17–35)